# Basilica e convento di Sant'Antonio

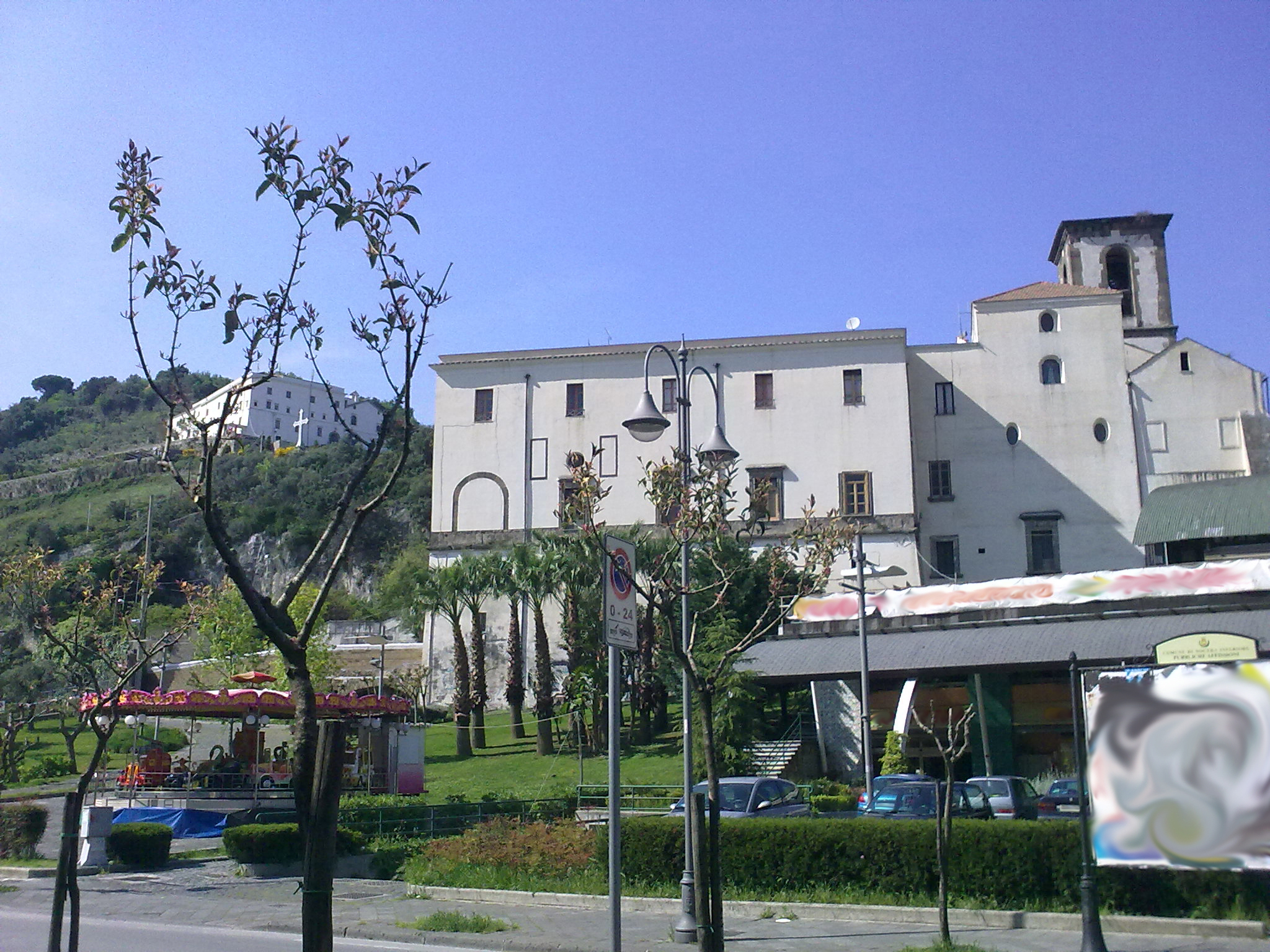
La chiesa e il convento visti da piazza De Santi

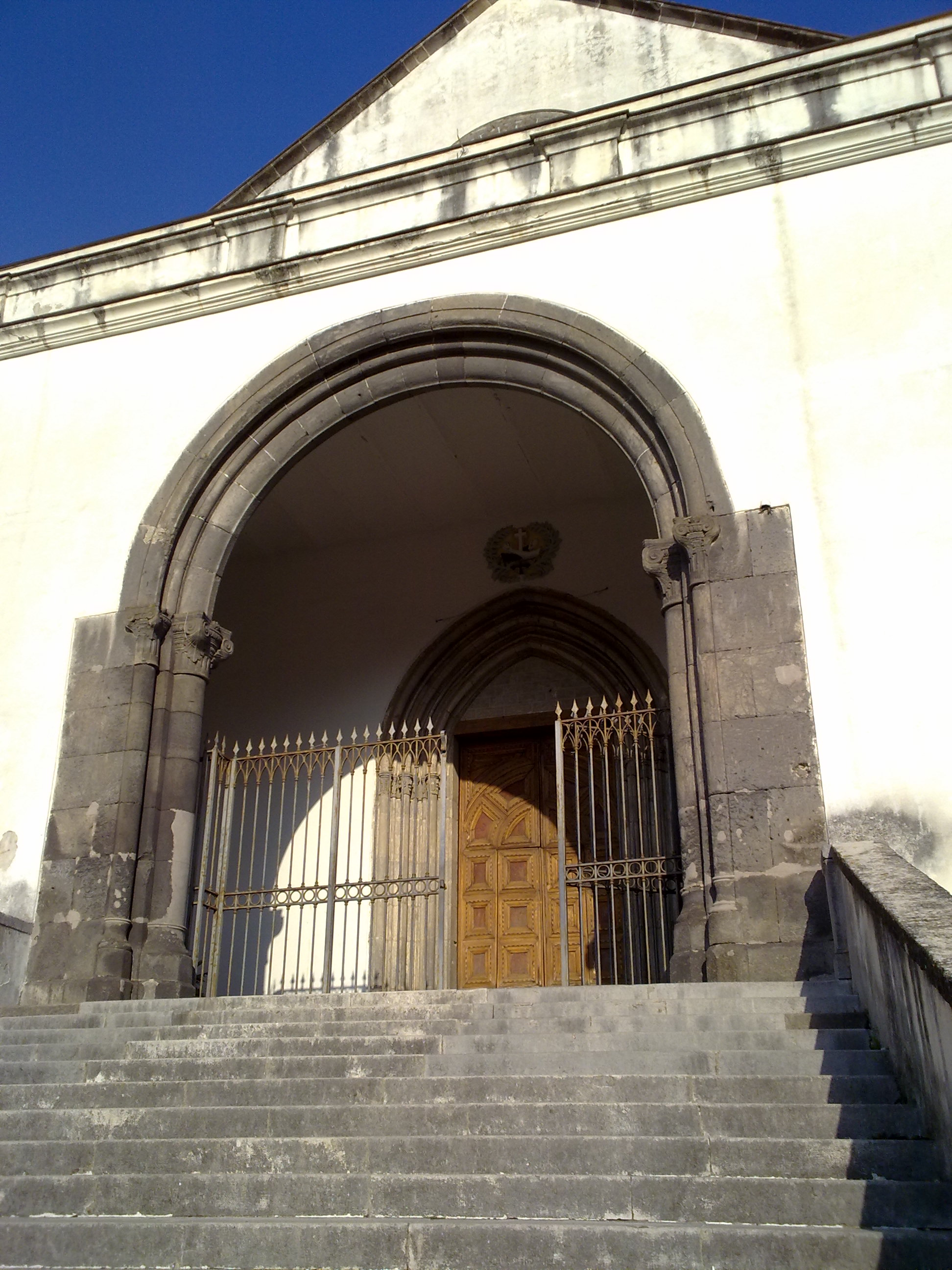
Ingresso della chiesa

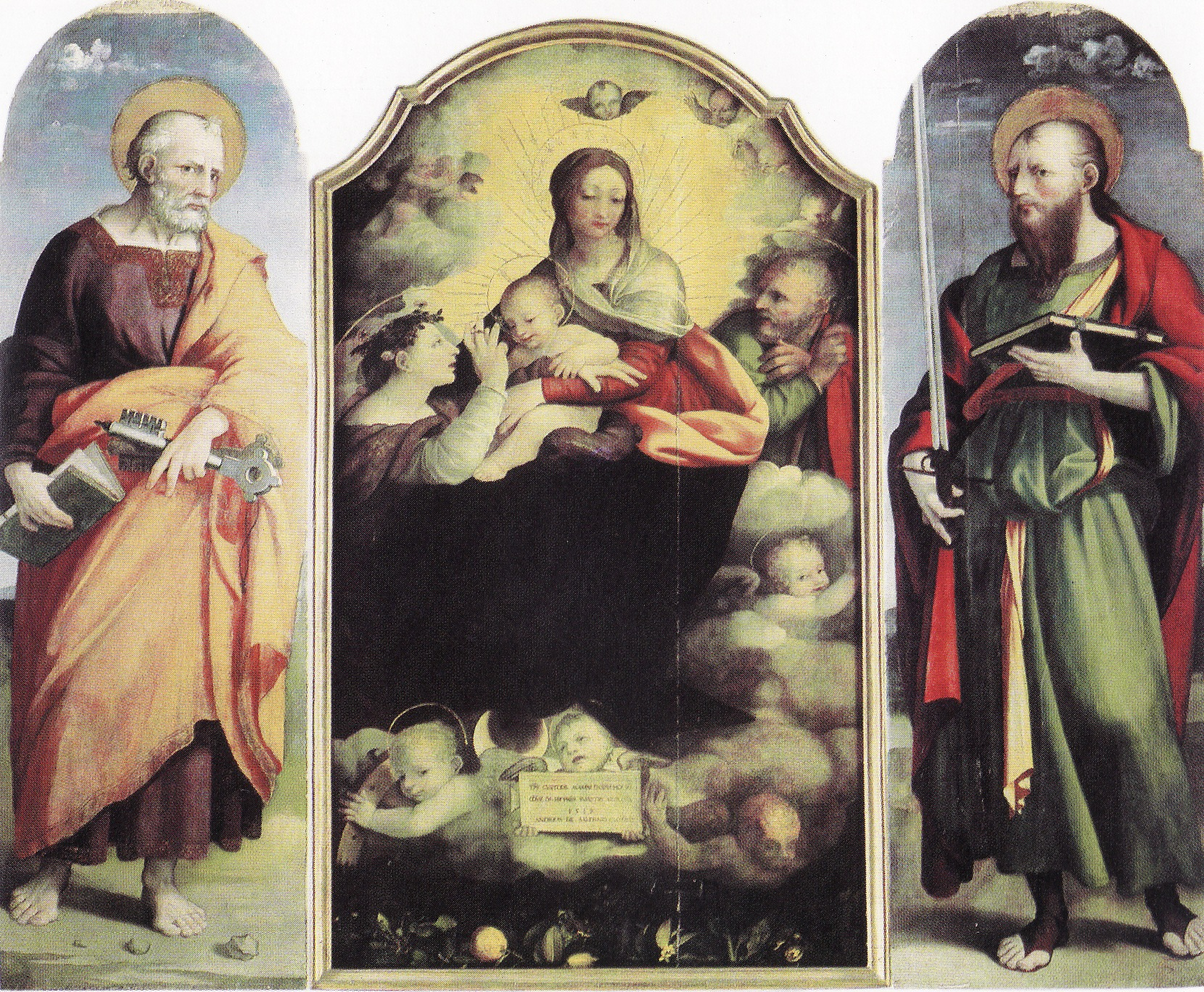
Andrea Sabatini, polittico: Nozze mistiche di santa Caterina d'Alessandria, san Pietro, san Paolo

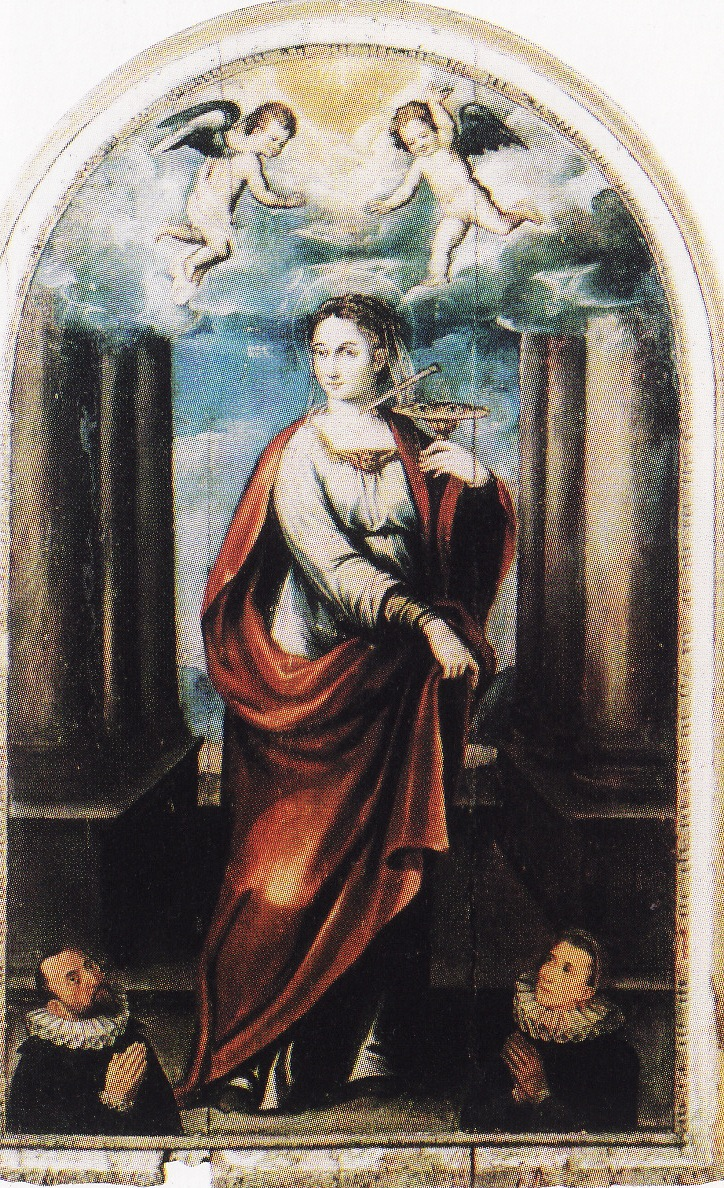
Santa Lucia

Il convento di Sant'Antonio è posizionato nella sommità del largo omonimo, sul fianco meridionale della collina del Parco di Nocera Inferiore, dominano la piazza con l'imponente scalinata che porta al porticato d'ingresso.
L'adiacente chiesa è elevata al rango di basilica e dedicata ai santi Francesco da Assisi e Antonio di Padova.

## Origini
La costruzione della chiesa di sant'Antonio, originariamente dedicata a san Francesco, è fatta risalire da più autori al 1256, data della morte del fondatore Guido Filangieri, la chiesa (costruita su di un precedente edificio, supponibilmente dedicato a santa Caterina) era in effetti il luogo di sepoltura degli allora signori di Nocera.
L'edificazione era sicuramente conclusa nell'anno 1286, quattro anni prima della morte di Pietro Filangieri (recenti restauri hanno rilevato sul filo inferiore della cornice di tufo grigio la data MCCLXXXVI, pitturata a fresco).
Il complesso fu completato dopo la cessione, da parte dei frati francescani, di una costruzione minoritica nel sito dell'attuale convento di santa Chiara alle clarisse che abitavano un monastero a san Pantaleone (abbandonato dopo una violenta alluvione), i francescani dunque presero possesso della struttura.

## Storia

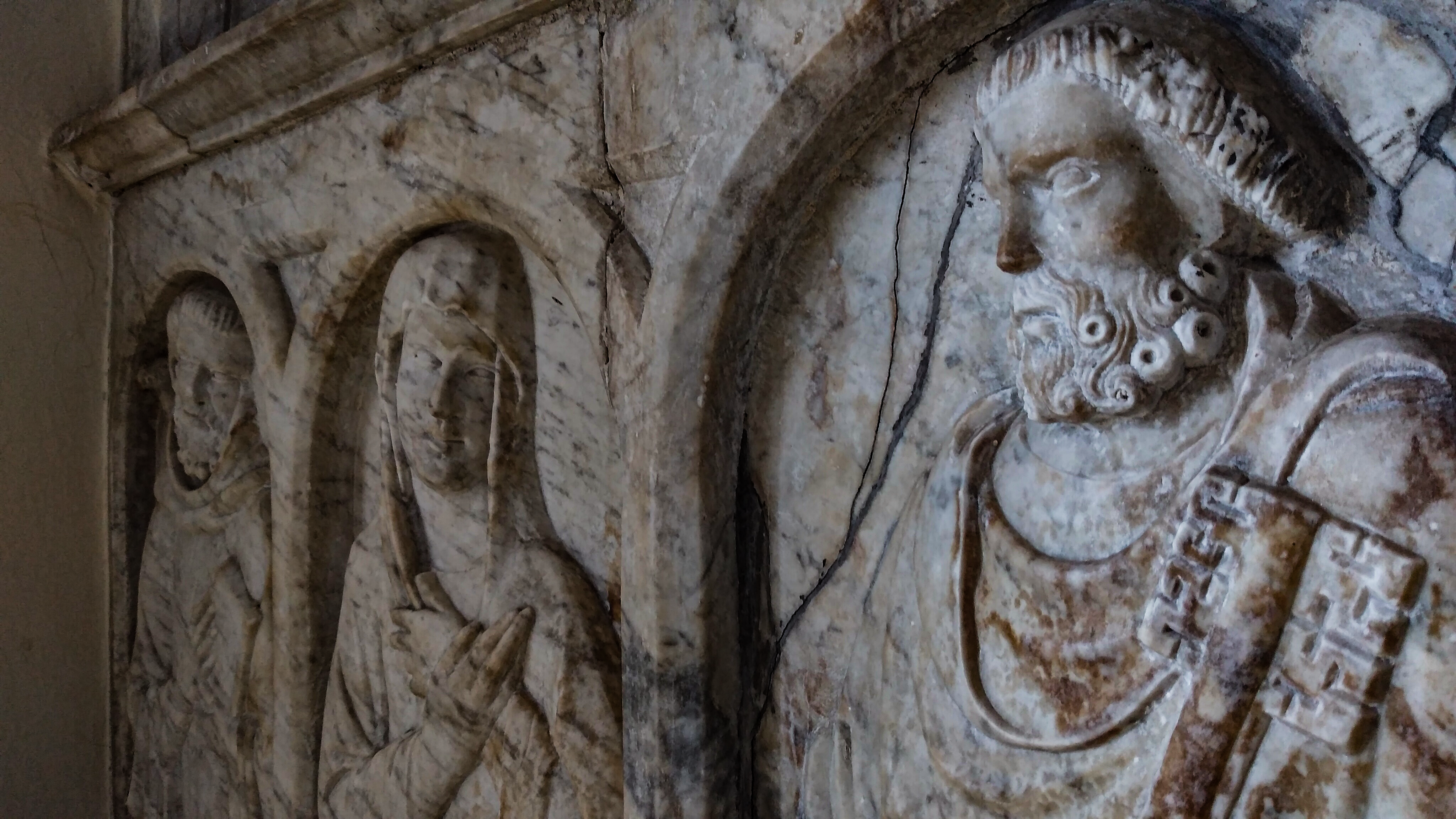
Lavabo con resti di un sarcofago del '300, nello stile di Tino di Camaino

Nel 1384 il guardiano dei frati minori del convento, fra Francesco di Nocera, fu innalzato vescovo della ricostituita diocesi da papa Urbano VI, prigioniero nel castello del parco. Proprio contro il pontefice, le sale del convento ospitarono, nel 1385, la congiura dei cardinali Marino del Giudice, Giovanni da Amelia, Adam Easton, O.S.B., Gentile di Sangro, Bartolomeo di Coturno e Ludovico da Venezia.

L'attuale figura del complesso religioso di Sant'Antonio è la sintesi dei due principali apporti al restauro operati nel 1500 ad opera di Alfonso Carafa (e della moglie, donna Giovanna Branai Castriota della famiglia Scanderbeg).

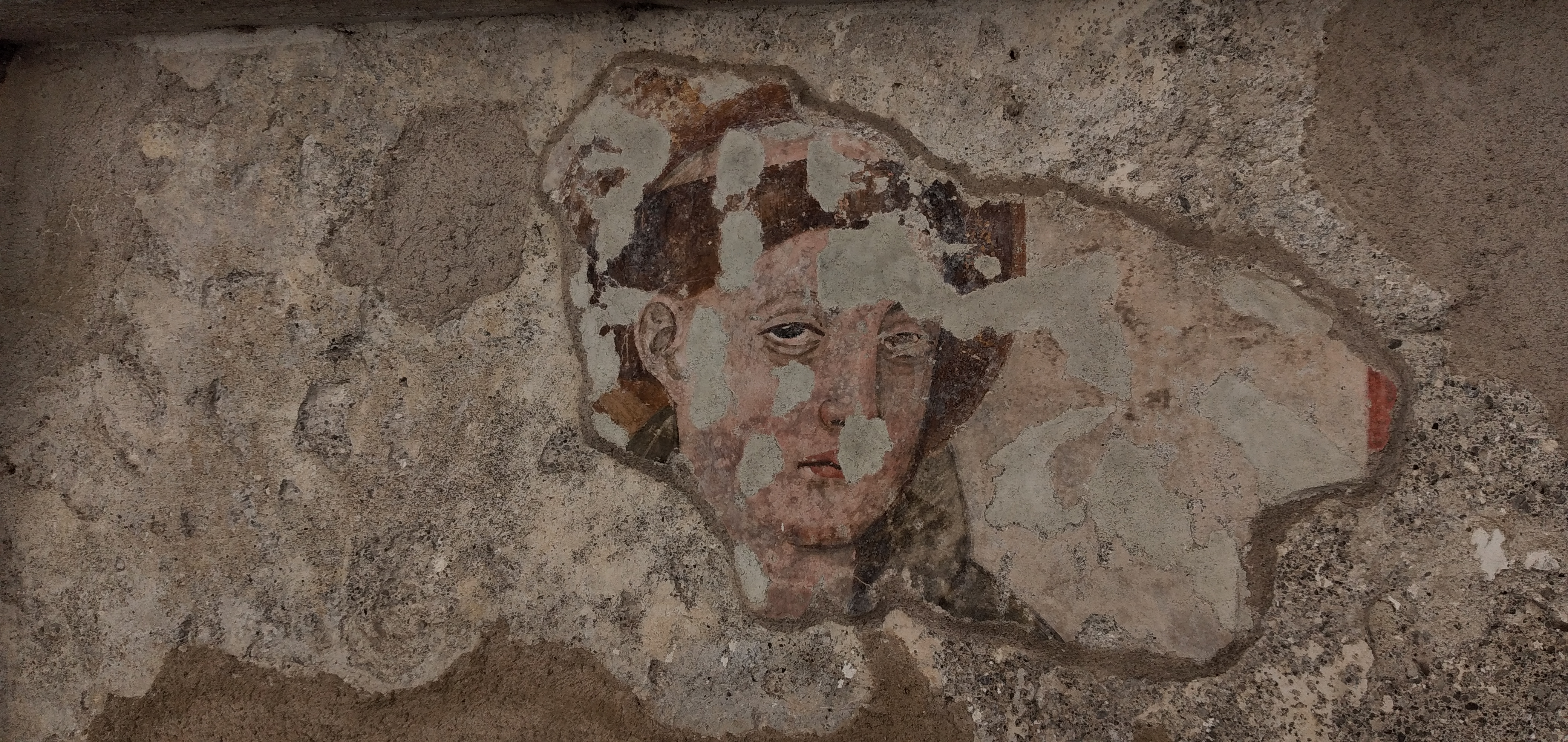
Frammento di un affresco del chiostro che la tradizione identifica come volto di sant'Antonio

La famiglia Carafa-Castriota Scanderbeg, infatti, con un'opera di munificenza, finanziò l'ampliamento della chiesa e della dimora minoritica. Gli stemmi gentilizi della famiglia furono scolpiti alla base dei pilastri sottoposti alla crociera gotica.
I lavori interessarono il chiostro e il prospetto anteriore della struttura religiosa, dove fu aggiunto il portico in tufo grigio con archi a tutto sesto sorretti da pilastri quadrangolari terminanti con capitelli foliati.
Durante tale intervento furono anche aggiunte cappelle dedicate a Sant'Antonio e alla Immacolata Concezione. Fra gli altri interventi, è sicuramente da citare l'aggiunta, agli inizi del '700, delle camere sul lato meridionale.
Allo stesso periodo risale un'altra Cappella gentilizia, ricalcante lo stesso stile del rifacimento che costituisce la prima parte del corridoio alla destra della navata della Chiesa. Essa è costituita da quattro pilastri in tufo grigio di Nocera, con cupola sferica e portale rettangolare anch'esso in tufo grigio. L'ingresso della Cappella e del conseguente corridoio è allineato con quello della Chiesa.
Al 1500 risale anche l'edificazione del campanile, in rimaneggiamento o in sostituzione di un precedente sicuramente esistente, in quanto la campana grande (del peso di 935 kg), reca come data di prima fusione l'anno 1368.
Il convento ha ospitato nel 1581 e nel 1685 due Capitoli generali dell'Ordine francescano.
Durante il restauro, nel 2022, di tutto il complesso, è stata riportata alla luce una croce realizzata sullo scalone monumentale nel 1700. 

### Bonaventura da Potenza
Antonio Carlo Gerardo Lavagna, che divenne Bonaventura da Potenza (proclamato Beato) entrò come novizio nel convento nel 1666 all'età di 15 anni, e vi tornò anni dopo come responsabile dei novizi. Nella pinacoteca è conservato un olio su tela, di autore ignoto, che ritrae il beato nella sua cella.

### La soppressione
Altri restauri furono compiuti nel XVII e nel XVIII secolo, ad opera dell'Arciconfraternita dell'Immacolata Concezione in Sant'Antonio, fino alla soppressione del complesso religioso avvenuta il 28 gennaio 1808.
La chiesa fu riaperta al culto per indefesso interessamento della stessa Arciconfraternita mentre il convento, destinato prima a caserma per i soldati e poi a dimora dei senzatetto, fu nuovamente occupato dai frati solo nel 1951.
A partire dal 1829 e fino al 1831, la chiesa fu interessata da importanti lavori di restauro, ad opera dell'architetto Giovanni Rosalba, che trasformarono completamente l'interno. Esso è documentato dai computi metrici dei lavori eseguiti. Da questi documenti si apprende che soffitto (cassettonato ligneo del '600) fu sostituito da una volta a botte in muratura. Per sostegno della volta fu necessario costruire otto pilastri binati su cui voltare sei archi per reggere la spinta della volta, tagliata da fasce in corrispondenza ai pilastri stessi.
Durante tale intervento, il pavimento della chiesa fu sopraelevato di 79 centimetri (il portone in legno del 1546 si trova, così, più in alto rispetto all'imposta dell'arco gotico di ingresso alla chiesa).
Le sei finestre gotiche che illuminavano la navata furono sostituite da altrettante finestre circolari a maggior altezza.
Analoga tompagnatura ebbe il rosone e le due monofore laterali sul prospetto della Chiesa.
Nella stessa prima metà del secolo scorso, per volere dell'Arciconfraternita dell'Immacolata in Sant'Antonio, insieme al Genio militare ed al Comune, fu ripristinata la monumentale scala in pietra bianca di accesso alla chiesa.
Al termine della seconda guerra mondiale, dopo che l'edificio fu utilizzato come alloggio per i senzatetto, sono state messe in vista (per quanto possibile) tutte le opere d'arte della vecchia struttura gotica e delle sue successive trasformazioni. Sono stati così riportati alla luce l'antico portale della chiesa; il portale rinascimentale dell'atrio; il portale dell'Altare Maggiore; le strutture della cappella nel corridoio laterale alla chiesa; una bifora del 1200 rinvenuta nella muratura del chiostro; gli stemmi gentilizi della famiglia Carafa-Castriota sui quattro pilastri sottoposti alla crociera; due stemmi nella vecchia sacrestia della Chiesa. Tutte opere d'arte in tufo grigio di Nocera.
Oggi il complesso conventuale rappresenta uno dei maggiori centri culturali dell'agro nocerino-sarnese per la conservazione e la fruizione al pubblico del patrimonio artistico che accoglie.

## La basilica

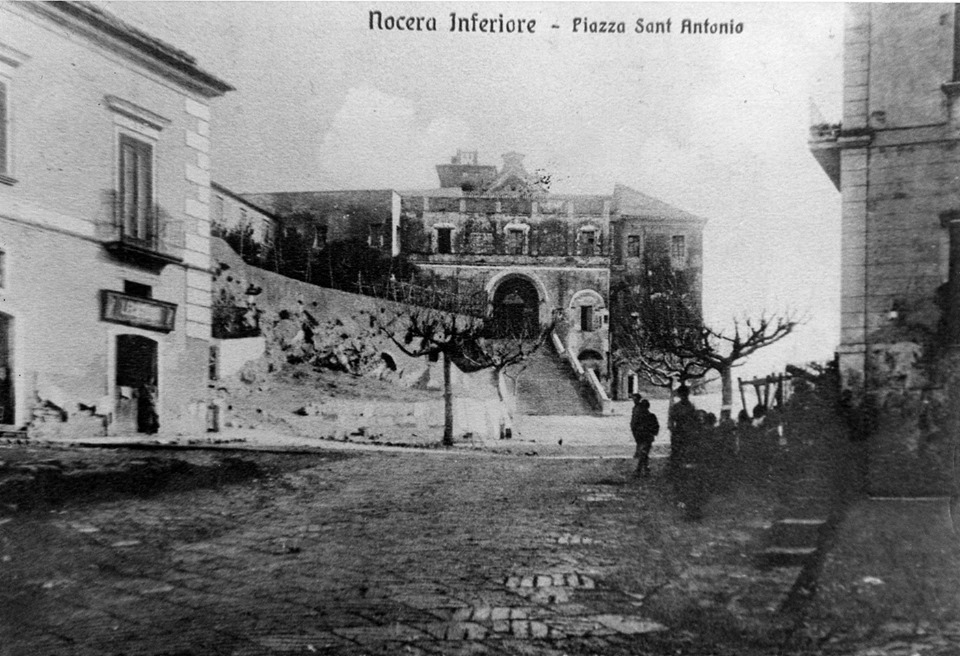
Vista della Basilica negli anni '30

La basilica e il convento costituiscono un raro esemplare di architettura gotica mantenuto nonostante le trasformazioni subite in sette secoli di vita.
Il prospetto attuale, alquanto diverso dall'originale duecentesco è costituito da tre parti. A settentrione si eleva il corpo di fabbrica conventuale intorno al chiostro di forma quadrangolare. La parte centrale è caratterizzata dall'ampia scalinata che si raccorda con la chiesa mediante un portico rettangolare limitato, nella parte anteriore, da un arco rinascimentale, e nella parte posteriore dal portale gotico di ingresso nella chiesa.
L'area a meridione è contraddistinta da un corpo di fabbrica costituito al livello della chiesa da un ampio corridoio di struttura gotica, dal quale si accede all'ala sinistra della chiesa, al cui fianco campeggiano su una serie di stanze costruite nel 1600.
Probabilmente il portico nel passato ebbe ampiezza maggiore terminando, come risulta da alcuni documenti, su un ampio loggiato lungo il lato sud dell'edificio.
L'accesso della Chiesa fino al XVIII secolo avveniva attraverso una rampa di pietra calcarea che partiva dall'attuale piazza. Con la costruzione della scalinata tale rampa fu demolita e il prospetto della Chiesa fu messo completamente in vista.
La chiesa ad una navata con transetto ed abside era illuminata da rosone circolare affiancato da due monofore sul prospetto e da tre bifore su ogni fiancata.
Dopo la soppressione del Convento avvenuta nel 1809 e la destinazione di tutto l'edificio a Caserma militare (Caserma Blanc), il lato sinistro della scalinata fu raccordato con opere d'arte e con un terrapieno all'antico orto dei frati.
Essa non rimase pertanto più isolata dall'ambiente circostante, come nella sua costruzione originaria.

## Patrimonio artistico
Molte opere pittoriche sono di Francesco Solimena.
Sul terzo altare, nel lato sinistro della chiesa, è presente una Adorazione dei pastori. Il dipinto rappresenta il momento di adorazione dei pastori di Gesù bambino. Il Solimena presenta la scena come se fosse vista dal basso, in primo piano vi è la Madonna col Bambino illuminata dalla luce, ai suoi piedi e sul lato destro si trovano i pastori con doni.
Dello stesso autore è la Maria Vergine bambina e Sant'Anna. Il dipinto presenta la famiglia della Madonna, viene raffigurata la Madonna bambina seduta sulle ginocchia di Sant'Anna e alle spalle una figura maschile china in avanti e che guarda verso l'alto.
Sull'altare maggiore è collocata la tela di Andrea Sabatini Nozze mistiche di Santa Caterina. L'opera, parte di un polittico completato dalle figure di Sant'Andrea e San Pietro presenta un'insolita libertà compositiva e una ricchezza di particolari che vanno al di là del semplice classicismo. La disposizione leggermente in diagonale dei protagonisti tende ad evadere dagli schemi tradizionali. Le fisionomie alterate del Bambino e degli angeli, gli occhi ammiccanti, i capelli scomposti richiamano il rinascimento fiorentino.
Interessante è anche una statua raffigurante San Sebastiano di Giovanni da Nola del 1514.
Inoltre a completare il trittico di statue poste a lato della porticina laterale di ingresso, oltre a quella di San Sebastiano, vi è un mezzo busto ligneo di San Tommaso d'Aquino e una statua lignea dorata raffigurante San Biagio vescovo. A completare le statue in Chiesa, oltre a quella di Sant'Antonio sul suo altare dedicato, anche quella di San Francesco d'Assisi e quella dell'Immacolata Concezione.
È andato perduto il cassettonato ligneo, realizzato nel 1524 dal pittore calabrese Marco Cardisco.

## Il polo culturale del Convento
Ospita il Museo archeologico dell'agro nocerino, la Pinacoteca e una ricchissima
biblioteca.
Inoltre ospita anche l'associazione storico-rievocativa degli Sbandieratori e Musici città di Nocera de' Pagani, nonché la corale Ensemble Noukrìa e la sede del Centro Turistico Giovanile locale.